# Reima Salonen
Reima Untamo Salonen (Taivassalo, 19 novembre 1955) è un ex marciatore finlandese.

## Palmarès
| Anno | Manifestazione   | Sede        | Evento       | Risultato | Prestazione | Note |
| ---- | ---------------- | ----------- | ------------ | --------- | ----------- | ---- |
| 1973 | Europei juniores | Duisburg    | Marcia 10 km | 13º       | 48'20'0" H  |      |
| 1976 | Mondiali         | Malmö       | Marcia 50 km | Bronzo    | 3h58'53"    |      |
| 1980 | Giochi olimpici  | Mosca       | Marcia 20 km | 9º        | 1h31'32"    |      |
| 1980 | Giochi olimpici  | Mosca       | Marcia 50 km | dnf       |             |      |
| 1982 | Europei          | Atene       | Marcia 20 km | 8º        | 1h28'04"    |      |
| 1982 | Europei          | Atene       | Marcia 50 km | Oro       | 3h55'29"    |      |
| 1983 | Mondiali         | Helsinki    | Marcia 20 km | 12º       | 1h22'51"    |      |
| 1983 | Mondiali         | Helsinki    | Marcia 50 km | 4º        | 3h52'53"    |      |
| 1984 | Giochi olimpici  | Los Angeles | Marcia 50 km | 4º        | 3h58'30"    |      |
| 1986 | Europei          | Stoccarda   | Marcia 20 km | dq        |             |      |
| 1986 | Europei          | Stoccarda   | Marcia 50 km | 5º        | 3h46'14"    |      |
| 1987 | Mondiali         | Roma        | Marcia 20 km | 10º       | 1h24'14"    |      |
| 1987 | Mondiali         | Roma        | Marcia 50 km | dnf       |             |      |
| 1988 | Giochi olimpici  | Seul        | Marcia 20 km | 42º       | 1h28'25"    |      |
| 1988 | Giochi olimpici  | Seul        | Marcia 50 km | 18º       | 3h51'36"    |      |